# Serrat de la Qüestió
El Serrat de la Qüestió és una serra situada al municipi de Navès (Solsonès), amb una elevació màxima de 1.414,6 metres.